# Striscia di Arabat

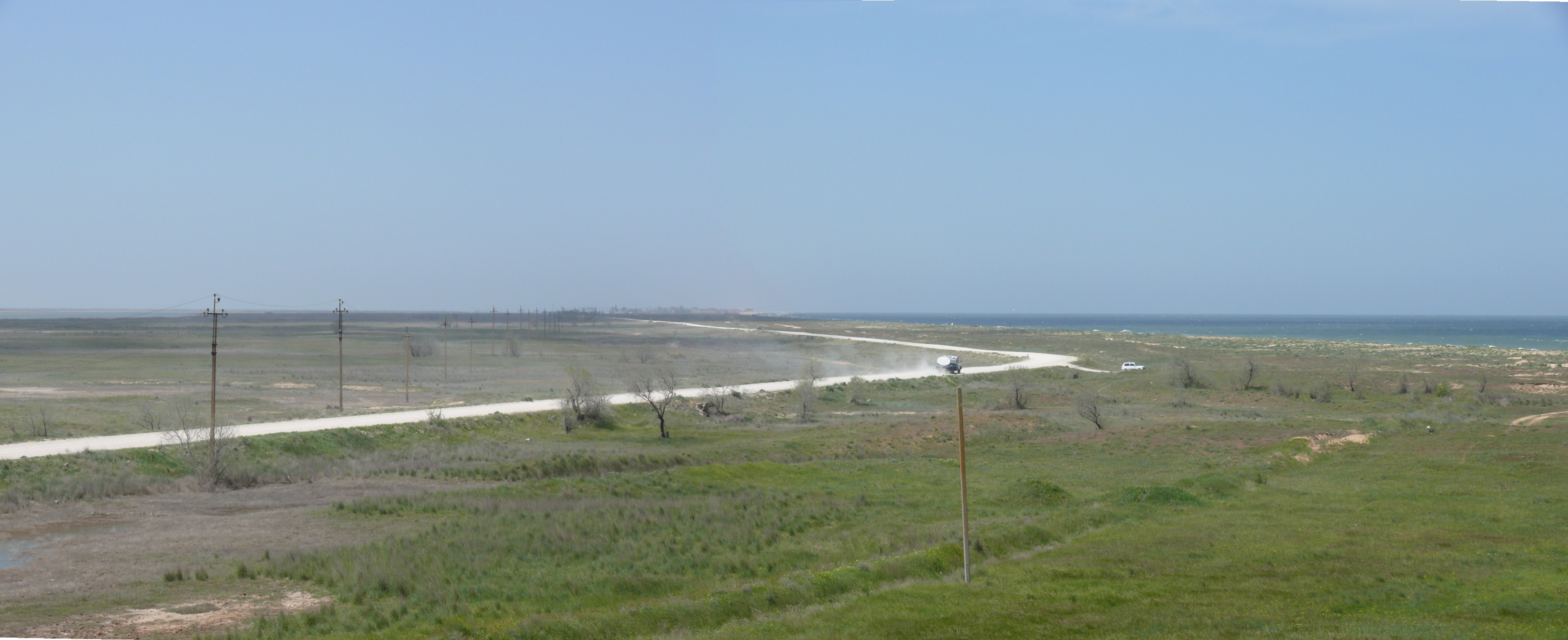
Parte meridionale della Striscia di Arabat. Veduta dalla Fortezza di Arabat

La striscia di Arabat (in russo Арабатская стрелка, traslitterato in Arabatskaja strelka; in ucraino Арабатська стрілка,  traslitterato in Arabatska strilka; in tataro di Crimea Arabat beli, chiamata anche Lingua di Arabat e, letteralmente, Lancetta di Arabat) è rappresentata da una sottile linea di terra che separa dal mare d'Azov, da sud a nord, un ampio sistema di lagune, poco profondo e molto salato, denominato Sivaṣ o “Mare Putrido“ od anche "Mare Marcio", per la presenza d'acqua marina stagnante, dato lo scarso ricambio operato dalle deboli correnti marine.
 Altra denominazione per indicare ancora il fine cordone litoraneo costituito dalla lunga e sottile linea o banda di terra che unisce sud e nord tutta la parte orientale della Crimea, è quella di "Freccia d'Arabat" per la sua conformazione fisica e l'aspetto geografico che ne risulta.
Una sottile striscia di terreno quasi piatto collega infatti la città di Heniċesk, posta a nord sulla parte continentale meridionale dell'Ucraina e situata a nord est delle sponde della penisola di Crimea, per il tramite del suo breve stretto omonimo, alla piccola penisola di Kerč', sul versante sud orientale della Crimea, che confina attraverso l'omonimo stretto con il Territorio di Krasnodar, nella Russia meridionale.
È separata da Heničes'k dallo stretto omonimo (in russo Генический пролив), che è anche detto "Stretto Sottile" (in russo Тонкий Пролив), definizione che riflette pienamente la stretta geometria del braccio di mare, il quale è lungo circa 4 Km e largo dagli 80 ai 150 m e profondo dai 4 ai 6 metri.

## Geografia

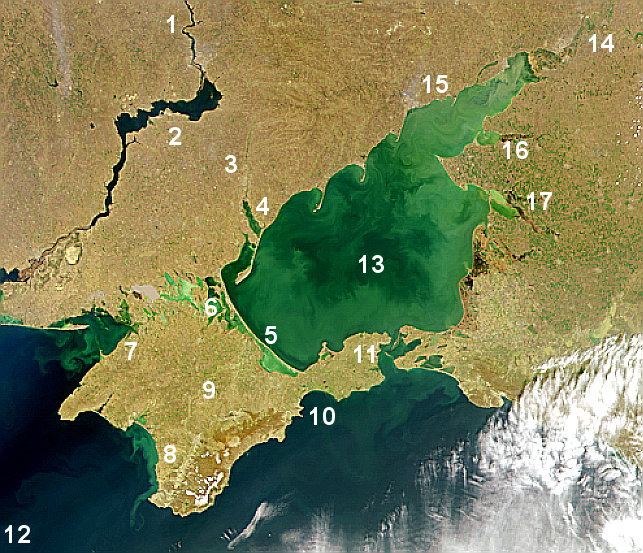
Veduta dal satellite del mare di Azov (n° 13), con la penisola di Crimea (num. 9). Il numero 5 indica la striscia di Arabat in Crimea.

La striscia ha una superficie di 395 km² e si sviluppa per una lunghezza di 112 km ed una larghezza media di 3,5 km, compresa fra un minimo di 270 m ed un massimo di 8 km.
Il territorio è suddiviso geograficamente ed amministrativamente fra una parte settentrionale, estesa dal villaggio di Strilkove fino allo stretto di Heničes'k e compresa nell'oblast' di Cherson, ed una meridionale che si estende verso sud fino alla città di Kerč', nel territorio della Repubblica autonoma di Crimea, territorio ucraino conteso dal 2014 con la Russia, la quale lo ha ribattezzato con il nome di Repubblica di Crimea.